# Oskar Otto
Oskar Robert Otto (* 8. Juli 1843 in Elsterberg; † 19. Februar 1912 ebenda) war ein deutscher Fabrikant und Politiker.

## Leben
Otto war der Sohn des Apothekers Karl Ludwig Otto und dessen Ehefrau Henriette Friederike geborene Schneider aus Elsterberg. Er war evangelisch-lutherischer Konfession und heiratete am 26. Juni 1873 in Reinsdorf Albertine Selma Bauch (* 30. Mai 1855 in Irchwitz; † 14. April 1924 in Elsterberg), die Tochter des Kaufmanns Karl Friedrich Bauch. Rudolf Bauch ist ein Schwager.
Otto lebte als Fabrikant und Kaufmann in Greiz. Vom 1. Januar 1891 bis zum 31. Dezember 1906 war er Mitglied im Gemeinderat von Greiz. Vom 13. Dezember 1997 bis zum 11. November 1902 war er Abgeordneter im Greizer Landtag.